# Holmens Kirke
A Holmens Kirke templom Koppenhága belvárosában, a Holmens Kanal nevű utcában. Az eredetileg 1563-ban horgonykovácsműhelyként épült épületet IV. Keresztély dán király alakíttatta át a haditengerészet templomává. Itt nyugszanak többek között Niels Juel és Peter Tordenskjold tengerész hősök, valamint Niels Wilhelm Gade zeneszerző. A templomot mások mellett Bertel Thorvaldsen és Karel van Mander művei díszítik.
Többek között arról ismert, hogy itt tartották 1967-ben II. Margit dán királynő és Henrik dán herceg esküvőjét. A királynőt itt is keresztelték 1940-ben, akárcsak Frigyes dán királyi herceg és Mária dán királyi hercegnő ikergyermekeit – Vince dán herceget és Jozefina dán hercegnőt – 2011-ben.

## Fordítás
- Ez a szócikk részben vagy egészben a Church of Holme című angol Wikipédia-szócikk ezen változatának fordításán alapul.  Az eredeti cikk szerkesztőit annak laptörténete sorolja fel. Ez a jelzés csupán a megfogalmazás eredetét és a szerzői jogokat jelzi, nem szolgál a cikkben szereplő információk forrásmegjelöléseként.

## Külső hivatkozások
- Hivatalos honlap, (dán)